# 華夏科技大學

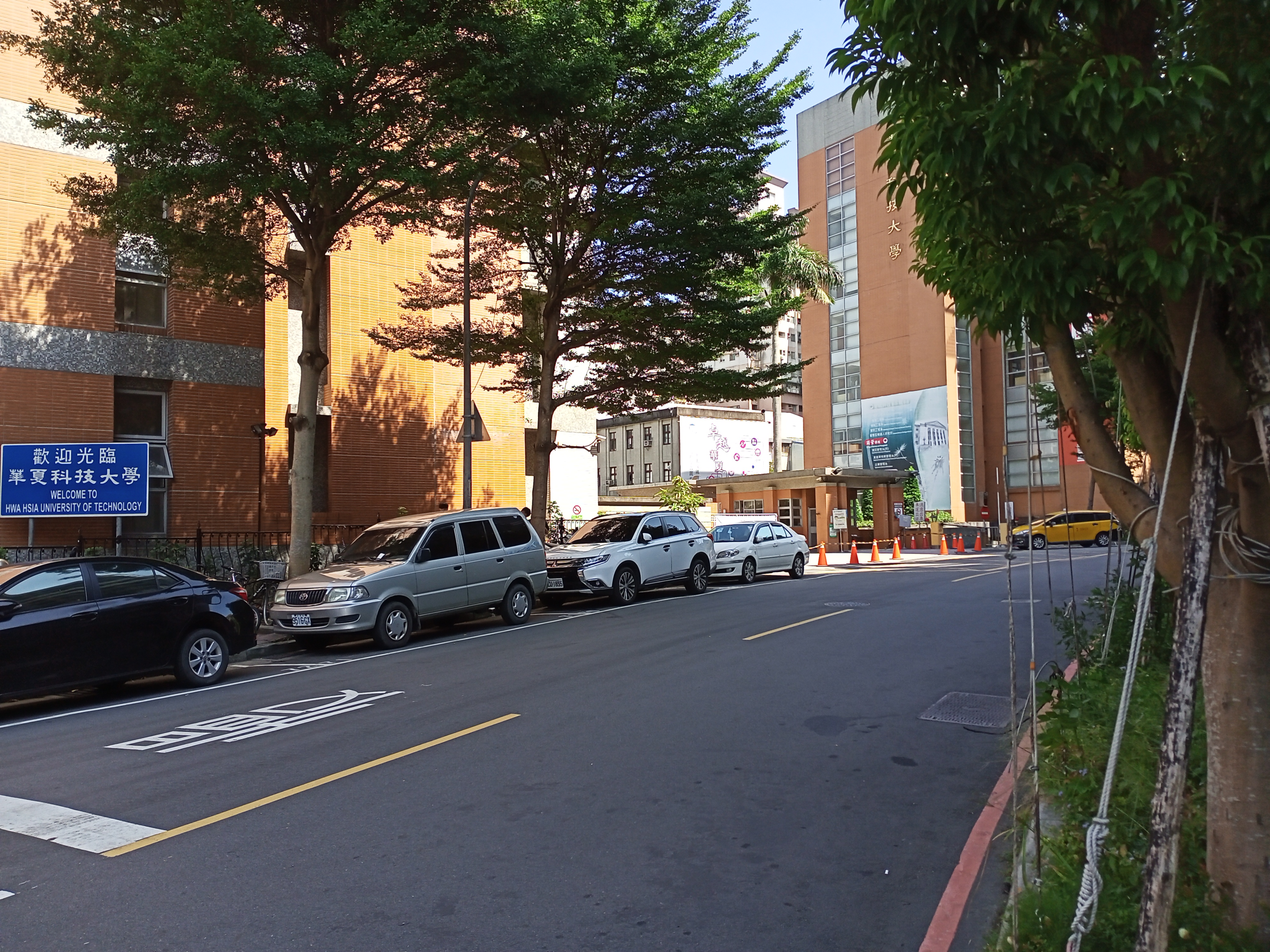
華夏科技大學的校本部位在中和區工專路

華夏科技大學（簡稱華夏科大）是一間已停招的科技大學，2023年8月1日臺科大正式接管華夏科大校地，成立臺科大華夏校區，教育部核定華夏科大2023年停招、2027年8月在校生於原校畢業後停辦、解散清算，於過渡期間原華夏科大學生將領取原校畢業證書，其中若修過台科大微學分課程會在畢業證書上加註。

## 歷史

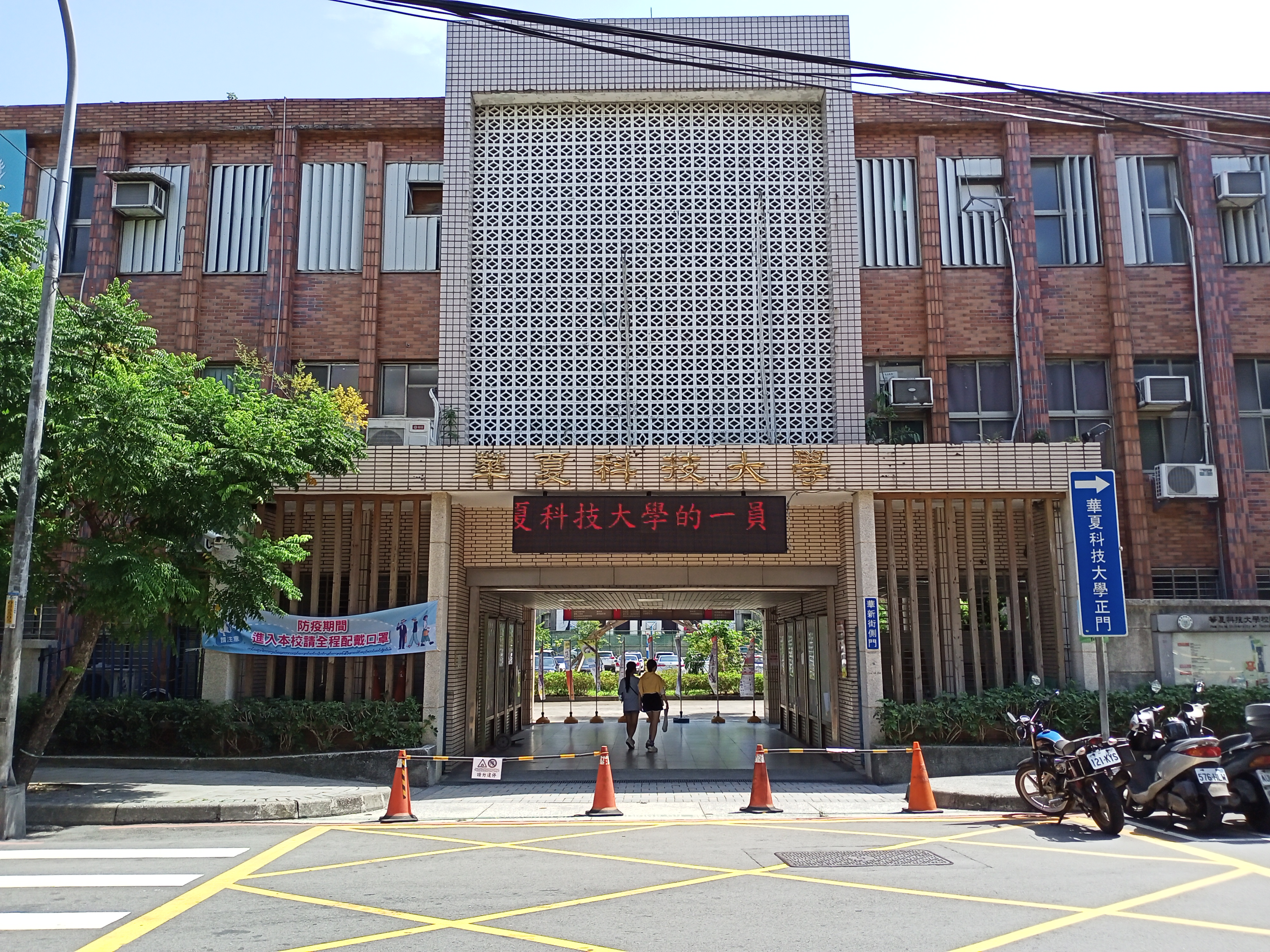
位在教學大樓的川堂

1965年經教育部准予籌設五年制專科學校，命名為「華夏農業專科學校」，校址擇定於新北市中和區華新里購置3.96公頃校地。 定「誠‧信‧勤‧恆」四字為校訓。
1966年行政院國軍退除役官兵輔導委員會主任委員趙聚鈺籌備置金設立，並且正式成立日間部五年制專科部。
1968年成立工業類科，且停招農業各科，改名為「華夏工業專科學校」。
1969年正式加入五年制專科學校聯招。
1987年設立夜間部二年制專科部。
1990年設立日間部二年制專科部。
1994年成立商業類科－資訊管理科，改名為「華夏工商專科學校」。
2001年因董事會弊案，由教育部接管。
2003年興建圖書資訊大樓暨體育館，由「大宇建築師事務所黃有良建築師設計，統營營造股份有限公司負責施工，10月落成啟用。7月22日，和內政部營建署簽署淡海新市鎮並購置淡海校區校地3.43公頃，完成土地產權登記。
2004年8月1日改制為「華夏技術學院」，並成立二技部。
2006年成立四技部。
2013年增設智慧型機器人研究所。4月24日，淡海校區動工。。
2013年12月22日與亞洲國際教育集團簽意向書開發新校區
2014年1月電子工程系分設人機互動創意設計組、手持裝置APP設計組之分組；機械工程系增設機電整合組之分組。4月16日，淡海校區婚紗攝影戶外廣場完工。8月1日，升格為「華夏科技大學」。
2016年5月淡海校區設施暨設計學院大樓及學生宿舍新建工程的設計與監造技術服務建築師遴選完成，由蕭力仁建築師事務所規劃設計。6月，與圓通禪寺合作在學校對面的廟產土地興建學生宿舍，可容納680床。
2018年增設機器人學位學程。7月，學生宿舍新建落成。淡海校區教學圖書行政大樓與學生宿舍大樓興建工程動土，預計2021年啟用，預定由創新設計學院先行進駐。
2019年增設企業管理科二專夜間部、資產與物業管理系二技進修部、二專夜間部；停招資產與物業管理系(科)進修學院、進修專校。增設智慧車輛系，預計未來淡海校區創新設計學院與智慧車輛系的實習場域。
2021年9月9日，舉行了華夏科技大學淡海區主體建設第一期工程「教育訓練綜合大樓」的開工動土典禮。淡海校區至今無任何建築物完工。
2022年5月24-25日國立臺灣科技大學在行政會議與校務發展委員會上，擬依退場條例接收華夏科大校地及校舍，並申請於112學年度起停招，並希望能在本學期校務會議通過；校方由於近年在學人數逐年減少，學校經費逐漸短絀，加上台科大需要校舍周轉以重建校本部，當時遭華夏科大正式抗議並駁斥為不實消息；7月兩校簽訂合作備忘錄，12月華夏科大董事會同意在保障學生受教權、尊重教職員意願及維護應有權益，並由台科大全部聘用原則下，和台科大就合作或合併洽商。2022年12月底，華夏科技大學董事會同意將校產捐贈國立臺灣科技大學，二校成立工作小組，輔導華夏科大學生原校畢業，並由臺科大接管校地並將校地重新規劃。
2023年1月國立臺灣科技大學校務會議通過成立兩校的整併推動委員會。3月6日，與國立臺灣科技大學發布共同新聞稿兩校已成立工作小組，研議輔導華夏科大學生原校畢業、台科大延聘教師、行政團隊，及校地重新規劃。4月合併計畫書送教育部審議，後教育部核定華夏科大於112學年度（2023年）停招，116學年度結束後（2027年）停辦。8月1日，國立臺灣科技大學接管原華夏科大校地成立「國立臺灣科技大學華夏校區」。

## 歷任董事長
| 任別   | 姓名   | 起始日期  | 卸任日期  |
| ------ | ------ | --------- | --------- |
| 首任   | 趙聚鈺 | 1966年2月 | 1973年7月 |
| 第二任 | 趙焣雍 | 1973年8月 | 1987年7月 |
| 第三任 | 趙凱政 | 1987年8月 | 2000年7月 |
| 第四任 | 林政弘 | 2000年8月 | 2003年7月 |
| 第五任 | 孟繼洛 | 2003年8月 | 2022年5月 |
| 第六任 | 劉三錡 | 2022年6月 | 現任      |

## 歷任校長
| 任別   | 姓名   | 起始日期   | 卸任日期   |
| ------ | ------ | ---------- | ---------- |
| 首任   | 詹純鑑 | 1966年2月  | 1967年7月  |
| 第二任 | 張功鑄 | 1967年8月  | 1975年7月  |
| 第三任 | 劉人紀 | 1975年8月  | 1980年7月  |
| 第四任 | 陳增鐳 | 1980年8月  | 1982年7月  |
| 第五任 | 王勇成 | 1982年8月  | 2002年2月  |
| 第六任 | 胡懋麟 | 2002年2月  | 2006年2月  |
| 第七任 | 何正信 | 2006年2月  | 2008年7月  |
| 第八任 | 嚴文方 | 2008年8月  | 2014年7月  |
| 第九任 | 陳富都 | 2014年8月  | 2017年7月  |
| 代 理  | 陳錫圭 | 2017年8月  | 2017年10月 |
| 第十任 | 陳錫圭 | 2017年10月 | 現任       |

## 参閲
- 臺灣大專院校退場
- 發展典範科技大學計畫
- 獎勵大學教學卓越計畫

## 外部連結
- 官方网站
- 華夏科技大學的Facebook專頁
- 華夏南勢在地紮根的Facebook專頁
- 教育部全球資訊網 公私立技專校院一覽表